# Katrien Verheeke
Katrien Verheeke (24 oktober 1983) is een Belgisch voormalig judoka en jiujitsuka.

## Levensloop
Verheeke behaalde zevenmaal eremetaal in de gewichtsklasse -63kg op een wereldbeker-wedstrijd judo: goud in het Finse Tampere (2015), tweemaal brons in het Nederlandse Rotterdam (2005 en 2008) en telkens eenmaal brons in het Wit-Russische Minsk (2005), het Estse Tallinn (2006), het Bulgaarse Sofia (2007) en het Bosnische Sarajevo (2010). Voorts werd ze driemaal Belgisch kampioene (2005, 2008 en 2009) in haar gewichtsklasse. Ook won ze onder meer zilver op de Korea Open te Jeju (2004) en brons op de Londen Open (2008).
In het jiujitsu behaalde ze goud op de wereldkampioenschappen van 2014 te Parijs in de gewichtsklasse -62kg van het onderdeel ne waza.